# Robert Ier d'Harcourt
Pour les articles homonymes, voir Robert Ier.
Ne doit pas être confondu avec Robert d'Harcourt.
Robert Ier d'Harcourt, dit le Fort, seigneur d'Harcourt, de Cailleville, de Beauficel, de Bourgthéroulde et de Boissey-le-Châtel est le deuxième fils d'Anquetil d'Harcourt et d'Ève de Boissey, dame de Boissey-le-Châtel. 
Il participe à la conquête de l'Angleterre avec trois de ses frères, dont l'aîné Errand d'Harcourt[réf. nécessaire], auquel il succède comme  seigneur d'Harcourt.
Il fait bâtir le château d'Harcourt vers l'an 1100.

## Descendance
De son mariage avec Colette d'Argouges, il eut huit enfants :
- Guillaume d'Harcourt, seigneur d'Harcourt
- Richard d'Harcourt, seigneur de Renneville, chevalier du Temple, fondateur de la commanderie de Renneville vers 1150[1].
- Philippe d'Harcourt († 1163), chancelier d'Angleterre, évêque de Salisbury et de Bayeux
- Henri d'Harcourt, seigneur de Boissey-le-Châtel
- Baudouin d'Harcourt, seigneur de Cailleville
- Errand d'Harcourt, seigneur de Beauficel
- Raoul d'Harcourt, seigneur de Willes en Angleterre
- Gracie d'Harcourt, épouse Robert, seigneur de Molins